# Françoise Pidoux
Pour les articles homonymes, voir Pidoux.
Françoise Pidoux, née au château de Montanglaust à Coulommiers le 14 octobre 1582 et morte à Poitiers en 1662, est la mère du fabuliste français Jean de La Fontaine.

## Famille
Françoise Pidoux est la fille de Jean Pidoux (vers 1550-1610), écuyer, seigneur de la Maduère, médecin du roi de France Henri IV, et de Françoise Bobé (décédée en 1622), fille d'un échevin de Coulommiers.
Elle épouse en premières noces un honorable homme Louis de Jouy, seigneur du Chauffry, marchand à Coulommiers (mort vers 1615), dont elle aura une fille Anne (née en 1611) qui épousera en 1627 Philippe de Prast, seigneur de Barous, conseiller-secrétaire du roi, puis, en 1656, Henri de Villemontée, seigneur de la Brossotte et de Fontaine-lès-Saint-Georges.
Elle se remarie à 35 ans le 13 janvier 1617 avec Charles de La Fontaine (1594-1658) qui a 23 ans. De cette nouvelle union naissent deux fils :
- Jean de La Fontaine, fabuliste français, membre de l'Académie française, auteur des Fables de La Fontaine (1621-1695) ;
- Claude de La Fontaine (1623).

Elle apporte à son époux une dot dont il a besoin pour acquérir la charge qu'il ambitionne de maître des Eaux et Forêts et Capitaine des Chasses du duché de Château-Thierry :
« Elle était un riche parti, qui lui apporta 30 000 livres de dot, dont 20 000 payées comptant. Grosse somme à l’époque où la dot d’une fille de notable de province ne dépassait guère les 10 000 livres. Ce n’était qu’une avance sur ses biens car la mariée gardait ses droits sur les héritages et partages à venir… » (Françoise héritera 12 000 livres à la mort de sa mère en 1622, puis 2 465 livres lors du partage en 1623 des biens de François Pidoux qui était son grand-père).
Charles, tuteur et curateur de sa belle-fille, tente désespérément de l’empêcher de se marier. Françoise défend sa fille et obtient une sentence l’autorisant à faire procéder seule au mariage de sa fille avec Philippe de Prast. Elle assiste seule au mariage à Paris, le 7 février 1627, logeant rue du Four et domiciliée, dans le contrat, à Coulommiers, donc séparée de son mari. Tout rentre dans l’ordre au mois de mai, avec la signature des comptes de tutelle : Anne reçoit 45 000 livres de dot sur son héritage paternel (de Jouy) et près de 21 000 restituées sur la gestion des comptes de tutelle, engagées par Charles dans ses propres affaires.
Le 11 août 1644, les biens du ménage Charles de La Fontaine - Françoise Pidoux sont partagés à la suite du décès de cette dernière[pas clair].